# Kątownik ślusarski

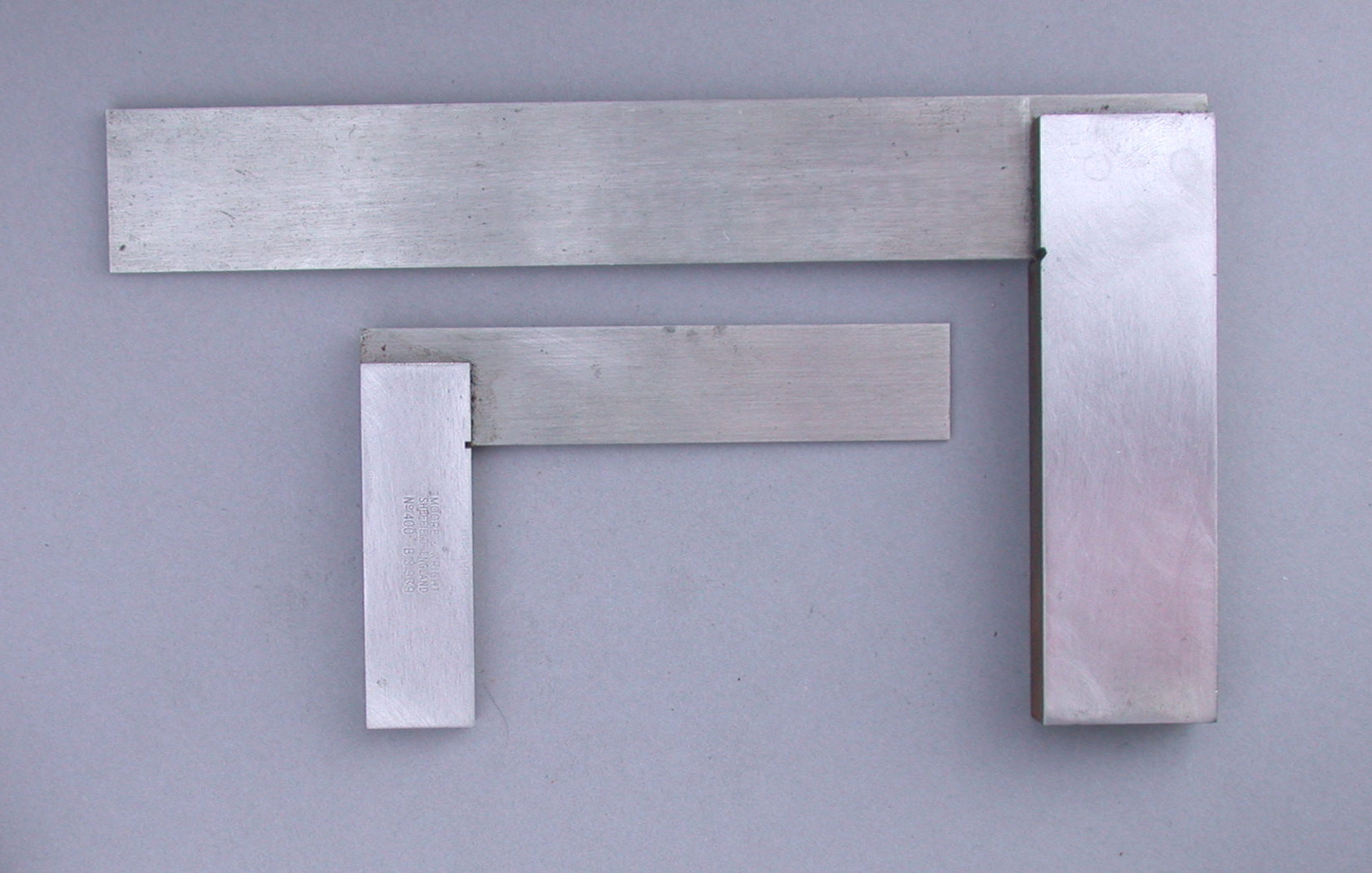
Kątowniki z pogrubionym ramieniem

Kątownik ze stopą

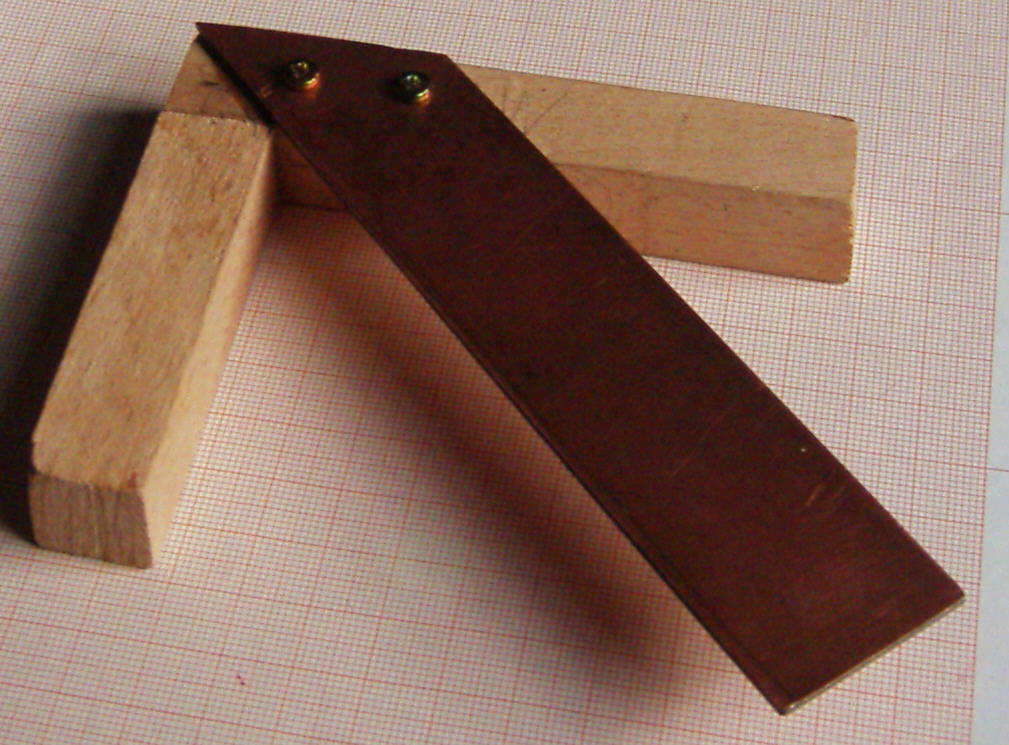
Środkownik - do wyznaczania środka okręgu

Kątownik ślusarski – rodzaj wzorca kąta prostego. Kątowniki ślusarskie wykonane są z metalu najczęściej w postaci dwu ramion, pomiędzy którymi jest kąt prosty.  
Kątowniki ślusarskie używane są do trasowania oraz w celu sprawdzenia dokładności wykonania kąta prostego. Sprawdzenia dokonuje się poprzez przyłożenie kątownika (najlepiej krawędziowego) do badanych powierzchni. Jeżeli kątownik dolega do nich i nie widoczne są prześwity wówczas oznacza to istnienie kąta prostego.

## Rodzaje kątowników ślusarskich
- kątownik płaski – ramiona jednakowej grubości
- kątownik krawędziowy – krawędzie jednego z ramion ścięte z obu stron (kąt 60°)
- kątownik płaski z podstawą (stopą) – używany zazwyczaj na płycie traserskiej
- kątownik z pogrubionym ramieniem (płaski lub krawędziowy)
- kątownik pełny krawędziowy - kształt prostokąta z dwoma bokami ściętymi
- kątownik walcowy – odtwarza kąt prosty pomiędzy czołami i osią walca
- środkownik - kątownik do wyznaczania środków okręgu na czole walca (dodatkowa listwa pod kątem 45°)
- kątownik nastawny
- kątownik równoramienny

Kątowniki mogą być wykonane ze stali hartowanej, stali konstrukcyjnej lub nierdzewnej, jako jednolite lub łączone. Produkowany asortyment  kątowników obejmuje wymiary od 50×40 mm do 1000×500 mm.
Wymagania odnośnie do wymiarów i dokładności wykonania można znaleźć w normach PN-68/M-53160 oraz DIN 875.